# Грустыньш, Юрис
Юрис Грустыньш (латыш. Juris Grustiņš; 22 июля 1947, Цесис — август 2006) — советский латвийский легкоатлет, специалист по бегу на средние и длинные дистанции. Выступал на всесоюзном уровне в 1960-х и 1970-х годах, чемпион Европы в помещении в беге на 3000 метров, действующий рекордсмен Латвии в беге на 5000 метров, победитель и призёр первенств национального значения. Представлял Ригу и спортивное общество «Динамо».

## Биография
Юрис Грустыньш родился 22 июля 1947 года в Цесисе.
Занимался лёгкой атлетикой в Риге под руководством заслуженного тренера Латвийской ССР Иманта Яновича Гайлиса. Состоял в добровольном спортивном обществе «Динамо».
В марте 1966 года на соревнованиях в Ленинграде установил поныне действующий рекорд Латвии в беге на 5000 метров в закрытых помещениях — 13:54.8.
В 1971 году в дисциплине 5000 метров выиграл бронзовую медаль на чемпионате страны в рамках V летней Спартакиады народов СССР в Москве (показанный здесь результат 13:34.2 до настоящего времени остаётся национальным рекордом Латвии).
В 1972 году в беге на 3000 метров одержал победу на зимнем чемпионате СССР в Москве. Попав в состав советской сборной, удостоился права защищать честь страны на чемпионате Европы в помещении в Гренобле — здесь с личным рекордом 8:02.85 так же превзошёл всех своих соперников на дистанции 3000 метров и получил золото.
В 1973 году на зимнем чемпионате СССР в Москве вновь победил в беге на 3000 метров.
Умер в 2006 году.